# Below Sea Level
Pour plus de détails, voir Fiche technique et Distribution.
Below Sea Level est un documentaire italo-américain réalisé par Gianfranco Rosi, sorti en 2008.
Il est présenté dans la section Orizzonti à la Mostra de Venise 2008.

## Fiche technique
- Titre français : Below Sea Level
- Réalisation : Gianfranco Rosi
- Pays d'origine : Italie-États-Unis
- Format : Couleurs - 35 mm
- Genre : documentaire
- Durée : 110 minutes
- Date de sortie :
  - Italie : septembre 2008 (Mostra de Venise 2008 - section Orizzonti)